# 熊子丹
熊子丹（1930年—2018年7月15日），北京人，中国人民解放军将领、中国人民解放军空军中将。
1988年，授予中国人民解放军空军中将，曾任成都军区空军副司令员。